# ヤマハ・TDR
ヤマハ・TDR（ティーディーアール）とは、ヤマハ発動機が製造販売していたオートバイであり、シリーズ車種として数車種が生産されていた。

## 概要
1988年、水冷2サイクルエンジンを搭載したデュアルパーパスモデルとして登場した。TDRとは「Twin　Dirt　Racer」（ツインダートレーサー）それぞれの頭を取って名づけられた。

## モデル一覧

### TDR250(2YK)

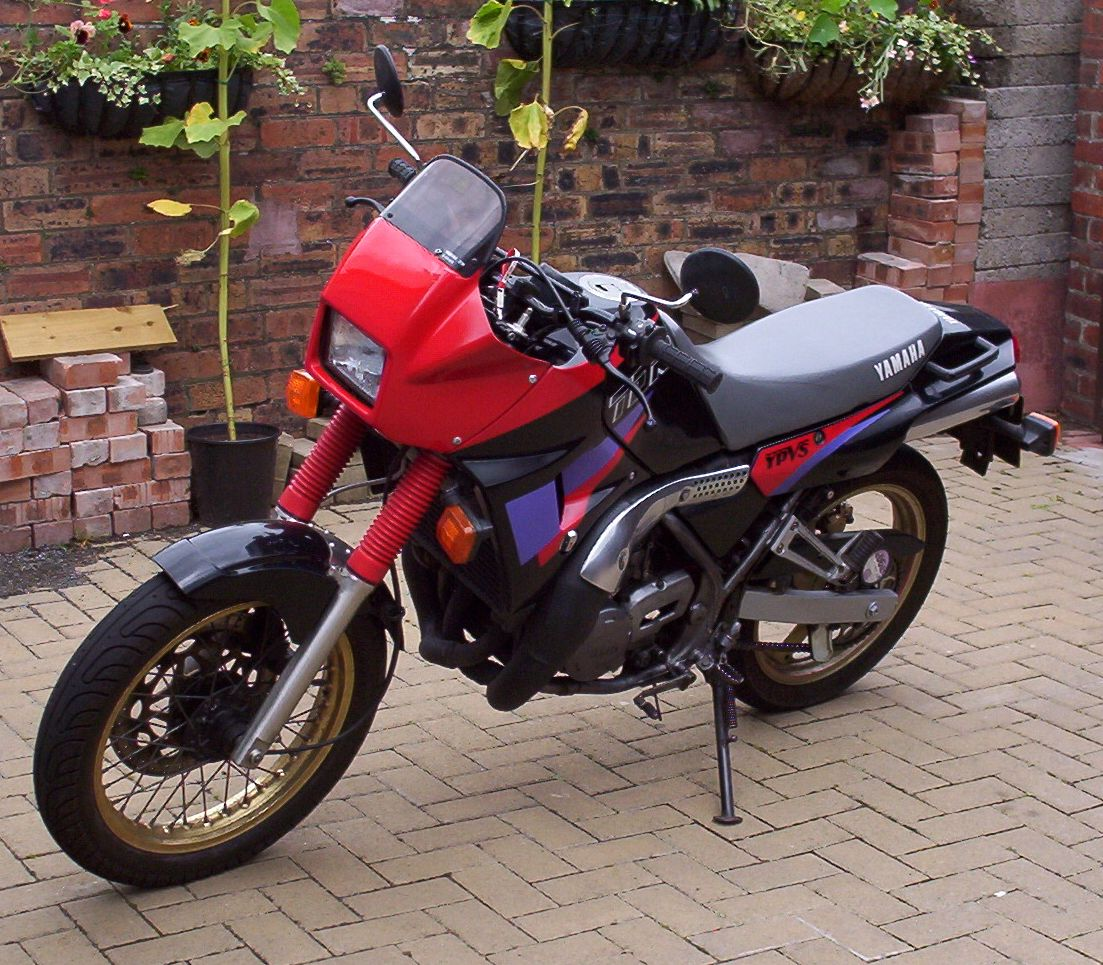
ヤマハ・TDR250

TDRシリーズのトップモデルであるTDR250は、1987年に開催されたファラオラリーで風間深志によって250ccクラス優勝を果たしたマシンを原型とし、1988年1月に登場。同社のレーサーレプリカ、TZR250と同じ水冷2サイクル並列2気筒(1KT)エンジンを搭載。タンクと一体デザインのボディマウントカウルを装備。最高出力はTZRと同じ45psを維持しながら、減速比を高めにセットし、加速性能重視とした。よく整備された車体と熟練したライダーの組み合わせなら、ノーマルでも0-100km/hは5秒弱をマークできるほどである。ホイールはスポークながらF110/90-18、R120/80-17サイズのタイヤを履き、前後シングルディスクを装着した。特にフロントブレーキは320mmもの大径ディスクにフローティングされたキャリパー、更にはオフロードでの使用も考慮して、バリアブルタッチブレーキシステムと呼ばれる、キャリパーのピストンにかかる圧力をブレーキレバーの入力比によって変化（入力が小さい時は圧力を小さく、入力が大きい時は圧力制限をキャンセル）させる装置も搭載された豪華なものであった。オフロードモデルに相応しい走破性と、TZR譲りの高い動力性能で人気を博した。

### TDR80(3GA) / TDR50(3FY)
TDR250の弟分であるTDR80/50は1988年7月に登場。同社の50ccスポーツRZ50やDT50に搭載されていた水冷2サイクル単気筒エンジンを中低速向けにセッティングして、φ25.4mmの大径鋼管セミダブルクレードルに3点リジット懸架搭載方式で搭載。特にシリンダヘッドの懸架はフレームの剛性向上と体感振動の低減に寄与している。サスペンションはフロント最大140mm、リヤ最大130mmのホイールトラベルを確保し、リヤはモノクロスサスペンションを採用。タイヤ、ホイールは3本中空スポークの軽量アルミキャストでフロント:3.50-12-2PR、リヤ:100/90-12 48J。ブレーキは前後203mmのディスクブレーキを採用し、TDR250のイメージを踏襲したデザインで全容量8Lのガソリンタンクにボディマウントのカウルを装備し、タコメータが標準装備されていた。電装は6V。最高出力は80cc版で10ps、50cc版で7.2psを発揮していた。カラーリングはホワイトとソフィアイエロー。のちに80cc版にヤマハ　ブラックが追加。オプションでリヤキャリア、アンダーガード、ハイグリップタイヤ等が設定されていた。1990年登場のTZR50に同系エンジンは受け継がれる

### TDR125
TDR125は1993年に発表されたが、このモデルはイタリアのベルガルタ・ヤマハ（当時）で生産が行なわれて欧州市場向けに発売されており、TDMシリーズ譲りの車体デザインが施されていたため、日本国内で販売されていたTDRとは系統が異なる。したがって250や50/80とは違い、TDMシリーズの流れを汲む丸目二灯のヘッドライトが特徴的である。DT125Rを現在でいうモタード仕様に仕立て上げた造りで、輸入車として発売された日本でも人気を博した。
TDR125は大きくは1989年以降イタリアで作られたものと、1997年以降日本国内で作られ日本国外向けに輸出されたものの2種類に分類できる。前者(3SH)はヤマハが1986年に技術援助契約・1992年に資本参入した現地法人ベルガルダヤマハ製造のものが1993年からレッドバロングループによって輸入され日本に広まった。また初期にはキャストホイールを履いたTDR125Rも少数ではあるが輸入された。
後者の国内生産の輸出版(5AN2,4GX5)は形はTDMに似ており電装も直流12Vで一つ上のクラスの風格がある。しかしヨーロッパの規制(15ps)に合わせ電気的なリミッターがついておりYPVSの機能が制限されている。最近レッドバロンで販売されている02モデルはさらにリミッターが強化され(8ps)馬力の損失が大きい。しかし日本国内生産なので、ヤマハ（磐田）からほとんどのパーツを買うことができるためその点は安心である。
TDR125の前身は1987年に同じベルガルダヤマハで生産されたDT125Z(2VW1)と思われる。このモデルはタンク一体型のフロントカウルをもちDT Tenereとして販売されていた。ライト形状はTDR125(3SH)のような丸目2灯と250(2YK)のような角型ライトの2種類があった。